# Andy Serkis
Andrew Clement Serkis (n. 20 aprilie 1964, Greater London, Anglia, Regatul Unit) este un actor și regizor de film britanic de origine armeană, cunoscut pentru rolul lui Caesar din seria de filme Planeta Maimuțelor: Invazia (2011) și Revoluție (2014).

## Film
| An   | Titlu                                             | Rol                                   | Note                                     | Refs.         |
| ---- | ------------------------------------------------- | ------------------------------------- | ---------------------------------------- | ------------- |
| 1994 | Prince of Jutland                                 | Torsten                               | aka Royal Deceit                         |               |
| 1995 | The Near Room                                     | Bunny                                 |                                          |               |
| 1996 | Stella Does Tricks                                | Fitz                                  |                                          |               |
| 1997 | Mojo                                              | Potts                                 |                                          |               |
| 1997 | Career Girls                                      | Nick Evans                            |                                          |               |
| 1997 | Loop                                              | Bill                                  |                                          |               |
| 1998 | Sweety Barrett                                    | Leo King                              |                                          |               |
| 1998 | Among Giants                                      | Bob                                   |                                          |               |
| 1998 | Clueless                                          | David                                 | Scurtmetraj                              |               |
| 1998 | Insomnia                                          | Harry                                 | Scurtmetraj                              |               |
| 1999 | Topsy-Turvy                                       | John D'Auban                          |                                          |               |
| 2000 | Jump                                              | Shaun                                 | Scurtmetraj                              |               |
| 2000 | Shiner                                            | Mel                                   |                                          |               |
| 2000 | Pandaemonium                                      | John Thelwall                         |                                          |               |
| 2000 | The Jolly Boys' Last Stand                        | Spider                                |                                          |               |
| 2001 | The Lord of the Rings: The Fellowship of the Ring | Gollum                                | Voce                                     | [ 7 ]         |
| 2002 | The Lord of the Rings: The Two Towers             | Gollum                                | Captură de voce și mișcare               | [ 8 ]         |
| 2002 | The Escapist                                      | Ricky Barnes                          |                                          |               |
| 2002 | Deathwatch                                        | Pvt. Thomas Quinn                     |                                          |               |
| 2002 | 24 Hour Party People                              | Martin Hannett                        |                                          |               |
| 2003 | Standing Room Only                                | Granny / Rastafarian / Hunter Jackson |                                          |               |
| 2003 | The Lord of the Rings: The Return of the King     | Gollum / Sméagol                      | Captură de voce și mișcare a lui Gollum  |               |
| 2004 | Blessed                                           | Father Carlo                          |                                          |               |
| 2004 | 13 Going on 30                                    | Richard Kneeland                      |                                          |               |
| 2005 | King Kong                                         | Kong / Lumpy                          | Motion capture of Kong                   | [ 9 ]         |
| 2006 | Stormbreaker                                      | Mr. Grin                              |                                          |               |
| 2006 | The Prestige                                      | Mr. Alley                             |                                          |               |
| 2006 | Flushed Away                                      | Spike                                 | Voce                                     |               |
| 2006 | Longford                                          | Ian Brady                             |                                          |               |
| 2007 | Extraordinary Rendition                           | Lead Interrogator                     |                                          |               |
| 2007 | Sugarhouse                                        | Hoodwink                              |                                          |               |
| 2008 | The Cottage                                       | David                                 |                                          |               |
| 2008 | Inkheart                                          | Capricorn                             |                                          |               |
| 2010 | Sex & Drugs & Rock & Roll                         | Ian Dury                              |                                          |               |
| 2010 | Brighton Rock                                     | Mr. Colleoni                          |                                          |               |
| 2010 | Animals United                                    | Charles                               | Voce; dublaj în engleză                  |               |
| 2010 | Burke and Hare                                    | William Hare                          |                                          |               |
| 2011 | Rise of the Planet of the Apes                    | Caesar                                | Captură de voce și mișcare               | [ 9 ]         |
| 2011 | Death of a Superhero                              | Dr. Adrian King                       |                                          |               |
| 2011 | Wild Bill                                         | Glen                                  |                                          |               |
| 2011 | The Adventures of Tintin                          | Captain Haddock / Sir Francis Haddock | Captură de voce și mișcare               |               |
| 2011 | Arthur Christmas                                  | General Elf                           | Voce; cameo                              |               |
| 2012 | The Hobbit: An Unexpected Journey                 | Gollum                                | Captură de voce și mișcare               |               |
| 2014 | Dawn of the Planet of the Apes                    | Caesar                                | Captură de voce și mișcare               | [ 9 ]         |
| 2015 | Avengers: Age of Ultron                           | Ulysses Klaue                         |                                          | [ 10 ] [ 11 ] |
| 2015 | Star Wars: The Force Awakens                      | Supreme Leader Snoke                  | Captură de voce și mișcare               | [ 12 ]        |
| 2017 | War for the Planet of the Apes                    | Caesar                                | Captură de voce și mișcare               |               |
| 2017 | Star Wars: The Last Jedi                          | Supreme Leader Snoke                  | Captură de voce și mișcare               | [ 13 ]        |
| 2018 | Black Panther                                     | Ulysses Klaue                         |                                          |               |
| 2018 | Mowgli: Legend of the Jungle                      | Baloo                                 | Captură de voce și mișcare               | [ 14 ]        |
| 2019 | N-ai șanse, frate!                                | Parker Wembley                        |                                          |               |
| 2019 | Star Wars: The Rise of Skywalker                  | Supreme Leader Snoke                  | Voce; cameo                              | [ 15 ]        |
| 2020 | A Christmas Carol                                 | Jacob Marley's Ghost                  | Voce                                     |               |
| 2021 | SAS: Red Notice                                   | George Clements                       |                                          | [ 16 ]        |
| 2022 | The Batman                                        | Alfred Pennyworth                     |                                          |               |
| 2023 | Luther: The Fallen Sun                            | David Robey                           |                                          | [ 17 ]        |
| 2024 | Hitpig!                                           | Newscaster                            | Voce; cameo                              | [ 18 ]        |
| 2024 | Venom: The Last Dance                             | Knull                                 | Voce                                     | [ 19 ]        |
| 2025 | Animal Farm                                       | Mr. Jones                             | Voce                                     | [ 20 ]        |
| 2027 | The Lord of the Rings: The Hunt for Gollum        | Gollum                                | Captură de voce și mișcare; preproducție |               |